# Slessor Glacier
Slessor Glacier är en glaciär i Antarktis. Den ligger i Östantarktis. Argentina och Storbritannien gör anspråk på området. Slessor Glacier ligger 358 meter över havet.
Terrängen runt Slessor Glacier är huvudsakligen platt. Slessor Glacier ligger nere i en dal. Trakten är obefolkad. Det finns inga samhällen i närheten.